# Saint-Étienne-la-Cigogne
Saint-Étienne-la-Cigogne är en kommun i departementet Deux-Sèvres i regionen Nouvelle-Aquitaine i västra Frankrike. Kommunen ligger i kantonen Beauvoir-sur-Niort som tillhör arrondissementet Niort. År 2018 hade Saint-Étienne-la-Cigogne 159 invånare.

## Befolkningsutveckling
Antalet invånare i kommunen Saint-Étienne-la-Cigogne
| Referens: INSEE |